# Cepelia

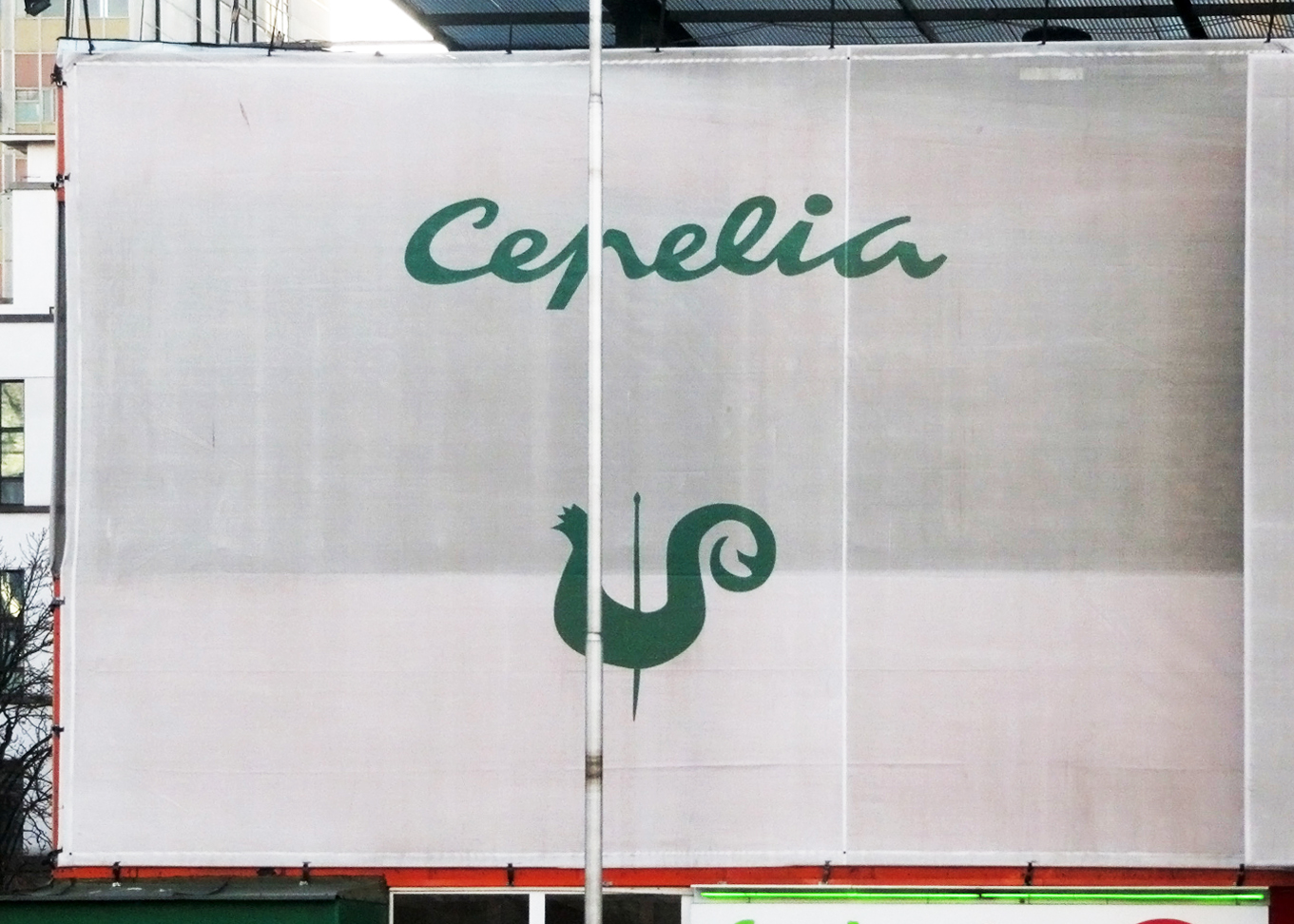
Logo Cepelii, Warszawa (2011)

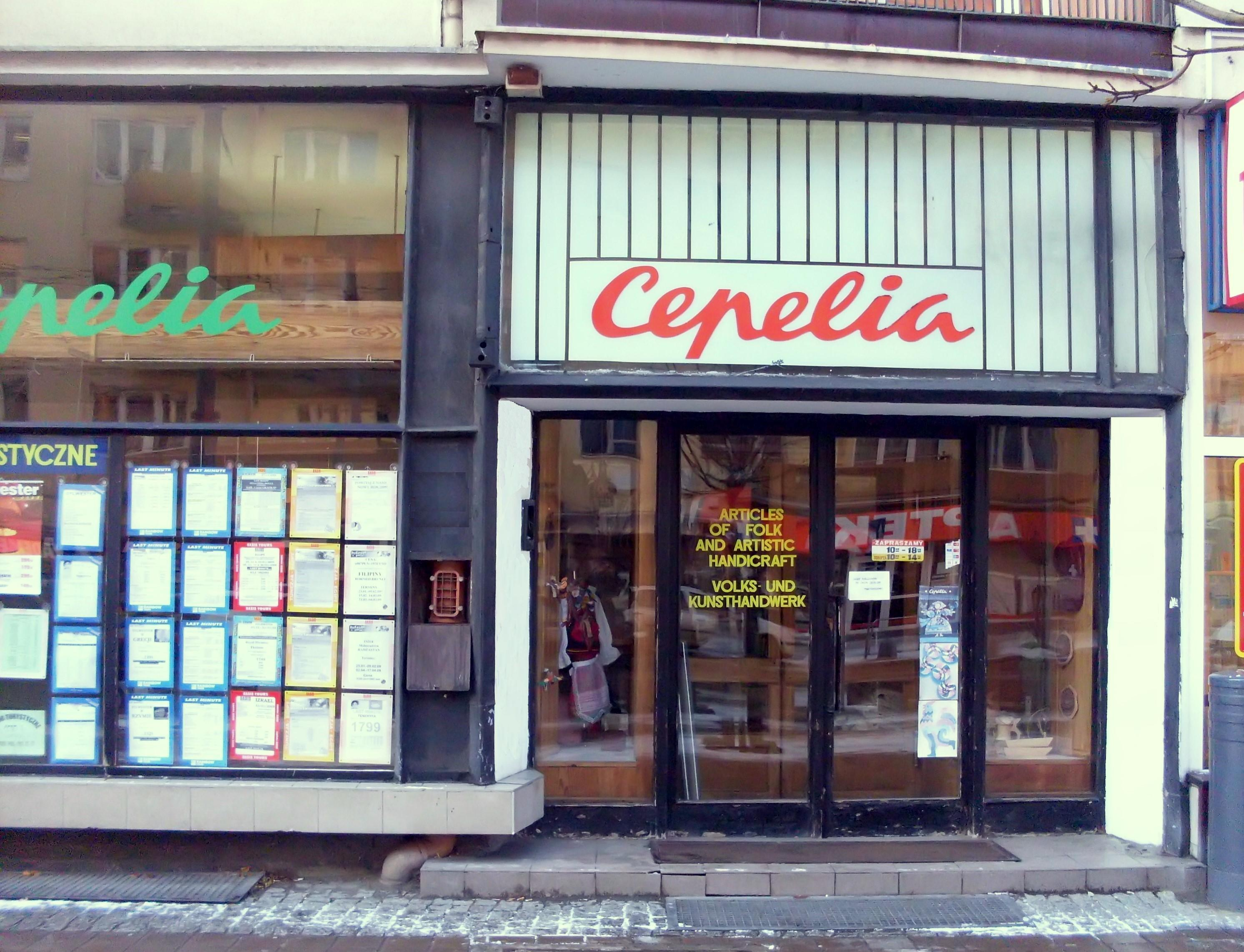
Sklep Cepelia w Gdyni

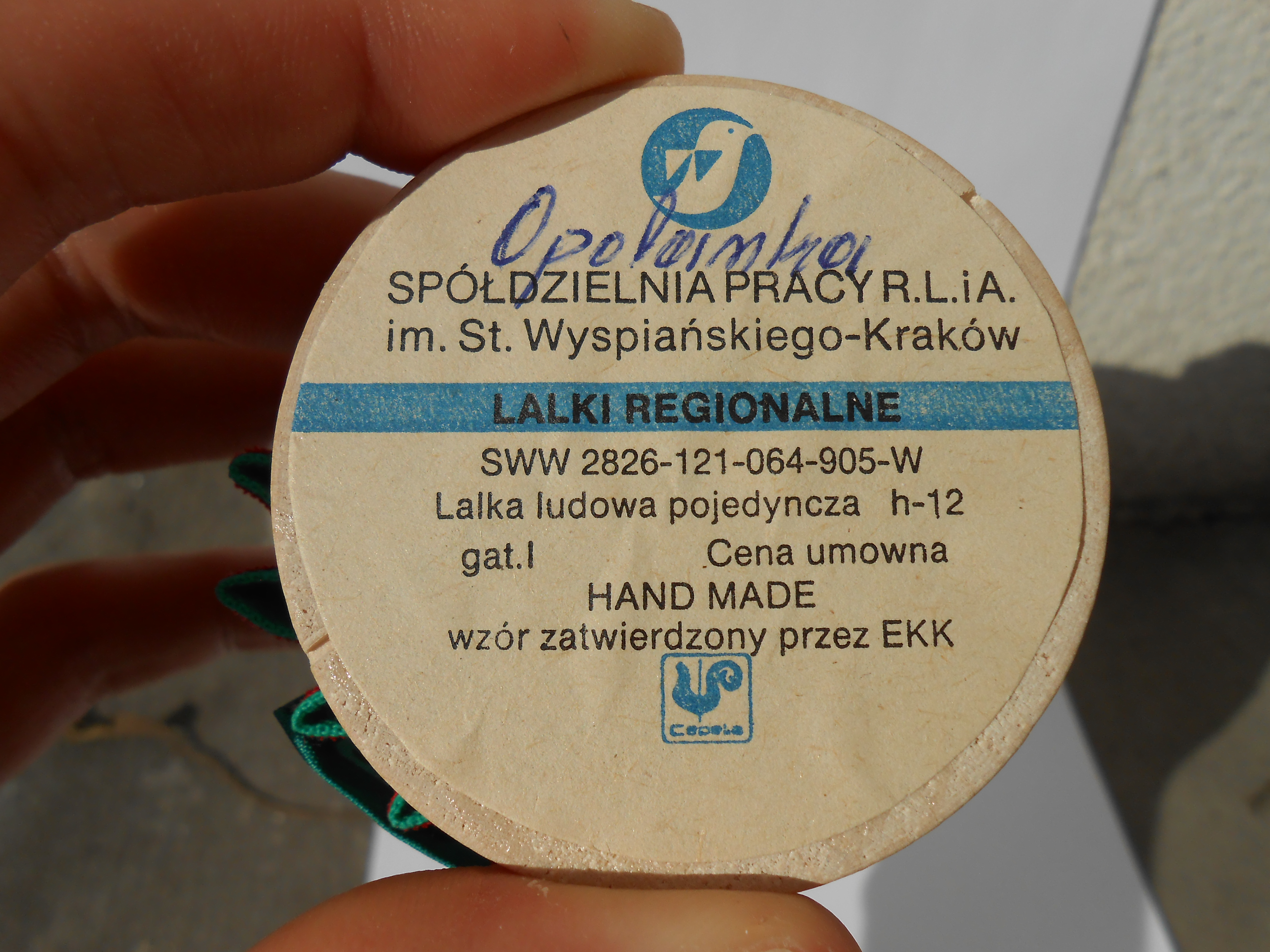

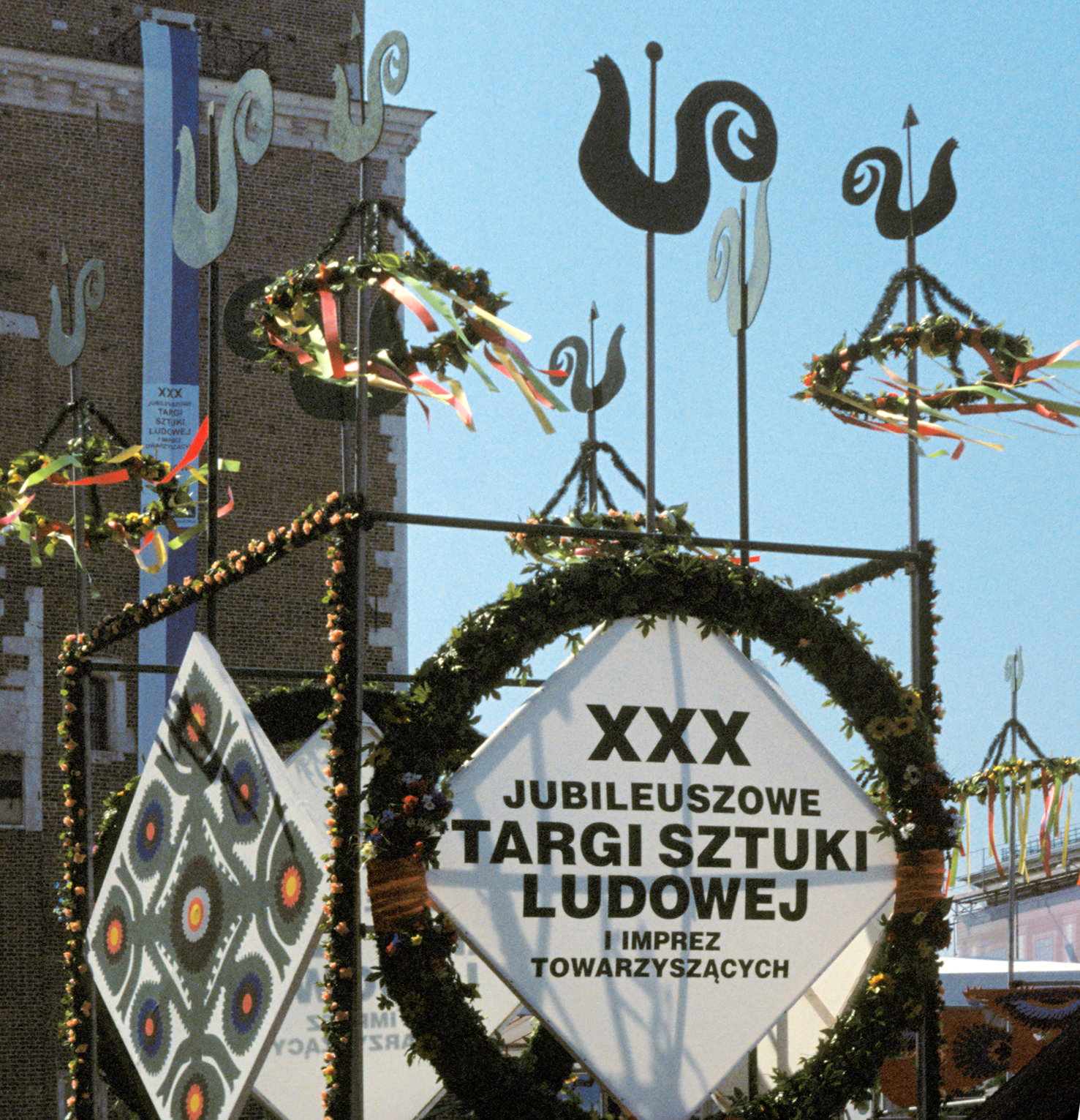
Targi Sztuki Ludowej w Krakowie

Cepelia (właśc. Centrala Przemysłu Ludowego i Artystycznego – CPLiA) – była organizacja zrzeszająca spółdzielnie rękodzieła ludowego i artystycznego, która prowadziła placówki handlowe zajmujące się zbytem towarów produkowanych w zrzeszonych spółdzielniach, wykonywanych bądź inspirowanych twórczością polskich artystów ludowych. Istniała w latach 1949–1990.

## Historia
Na wniosek Ministerstwa Kultury i Sztuki oraz Biura Nadzoru Estetyki Produkcji powstała Centrala Przemysłu Ludowego i Artystycznego. Powołano ją 21 czerwca 1949 roku uchwałą Komitetu Ekonomicznego Rady Ministrów w ramach ustawy, której zadaniem było roztoczenie opieki państwa nad wytwórczością ludową. Organizacja miała skupić rozproszoną do tego czasu w różnych organizacjach wytwórczość ludową.
W końcu 1950 roku w jej skład wchodziło już 208 spółdzielni rękodzieła ludowego i artystycznego, m.in.: „Ład”, „Koronka”, „Wanda”, „Pilsko”, „Sztuka Łowicka”, „Rękodzieło Artystyczne”, „Region”, „Podhalańska”, „Imago Artis”, ORNO, 105 zakładów przemysłu artystycznego, 18 magazynów hurtowych, 60 sklepów detalicznych i 59 punktów skupu gotowych wyrobów. Liczba zatrudnionych wynosiła łącznie 28 tys. osób, w tym 11 tys. chałupników. Do Cepelii swoje produkty dostarczało także 20 tys. lokalnych producentów. Liczbę rękodzielników, którzy dostarczali do Cepelii swoje produkty szacowano wtedy na ok. 200 tys. osób. Pierwszym prezesem CPLiA była Zofia Szydłowska.
W 1954 roku zmieniono CPLiA, centralę spółdzielczo-państwową, na Związek Spółdzielni Przemysłu Ludowego i Artystycznego (pozostała umowna nazwa „Cepelia”).
W 1974 roku nastąpiła zmiana nazwy na Związek Spółdzielni Rękodzieła Ludowego i Artystycznego (ZSRLiA).
Jako zasługi Cepelii wymienić można również organizowanie konkursów i przyznawanie stypendiów artystom ludowym, utworzenie Biura Studiów i Projektów Przemysłu Zabawkarskiego, które jako jedno z pierwszych na świecie analizowało rolę zabawki w rozwoju dziecka, czynne uczestnictwo w Światowej Radzie Rękodzieła afiliowanej przy UNESCO.
W okresie transformacji gospodarczej nastąpiła likwidacja Cepelii w 1990 roku.
Na jej bazie powstały inne podmioty:
1. Izba Gospodarcza Rękodzieła Ludowego i Artystycznego „Cepelia”[7]
2. Fundacja Cepelia Polska Sztuka i Rękodzieło
3. Cepelia Polska Sztuka i Rękodzieło Spółka z o.o.[8]
4. Spółdzielczy Związek Rewizyjny Cepelia[a]

Dodatkowo w ramach grupy powstała także Cepelia Tourist spółka z o.o.
Nowe podmioty cepeliowskie współpracują ze sobą i organizują na Rynku Głównym w Krakowie „Targi Sztuki Ludowej”, a w okresie wakacyjnym w Sopocie odbywa się przegląd rękodzieła i folkloru „Cepeliada”.
W 2015 r. Fundacja Cepelia Polska Sztuka i Rękodzieło, mająca prawo do znaku towarowego i nieruchomości dawnej Cepelii, dysponowała siecią 36 sklepów własnych i 20 działających we franczyzie. W 2020 liczba sklepów własnych wynosiła 15. W październiku tego samego roku zamknięto ostatni sklep Cepelii w Warszawie przy ul. Chmielnej 8.